# Leukerbad
Leukerbad (toponimo tedesco; in francese Loèche-les-Bains) è un comune svizzero di 1 433 abitanti del Canton Vallese, nel distretto di Leuk. È il paese termale più grande delle Alpi.

## Geografia fisica

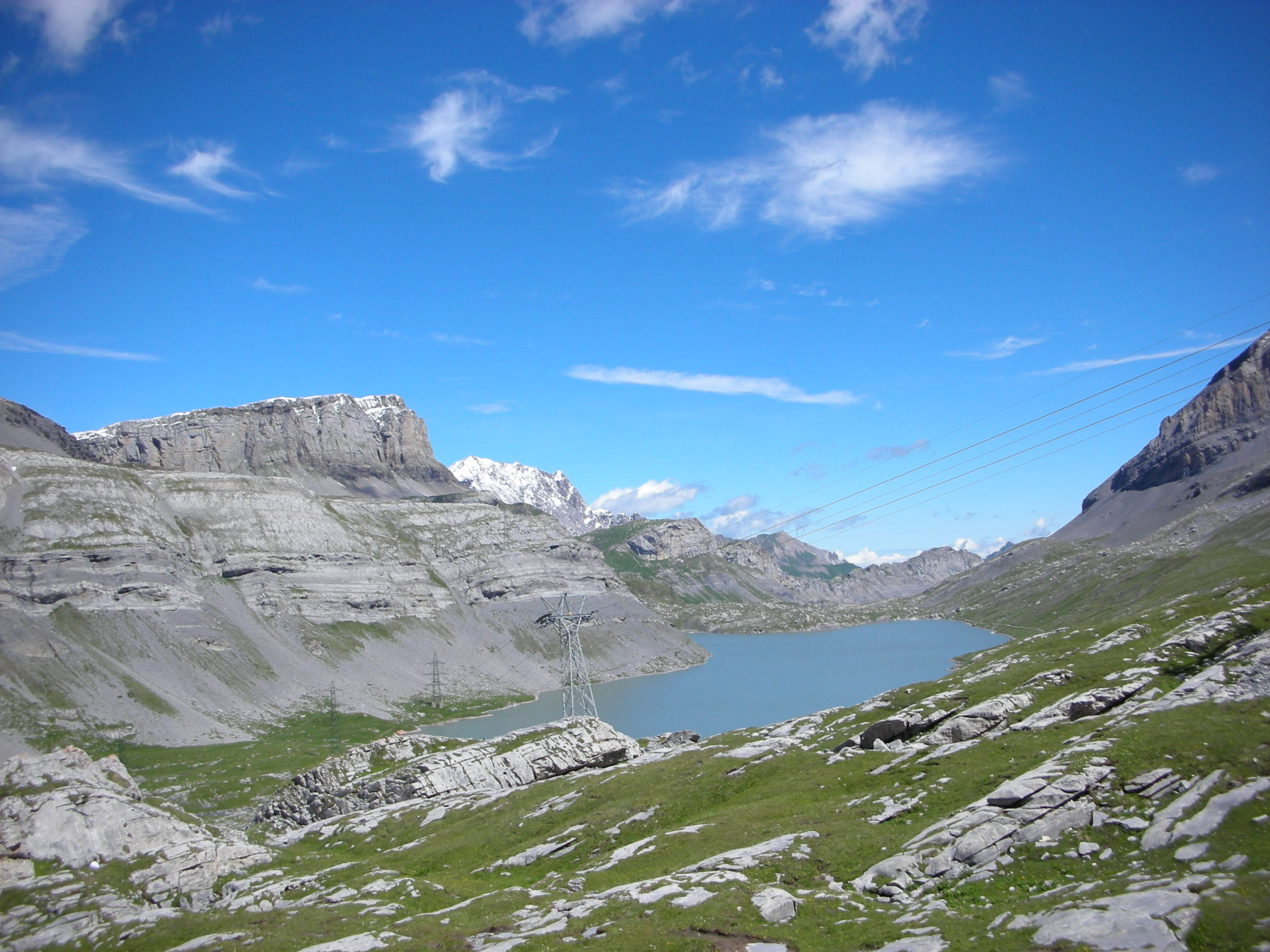
Il passo della Gemmi con il lago Daubensee

È situato in fondo alla valle della Dala, 15 km a nord di Leuk, all'inizio della valle. Su un versante la località è attorniata da una parete di roccia, l'altro versante invece è boschivo. Il paese è sovrastato dalla Gemmi, parete di roccia di 900 metri, da cui un sentiero conduce fino al passo della Gemmi; sul verante opposto, l'area del Torrenthorn è prevalentemente boschiva.
Ogni giorno dalle sorgenti sgorgano 3,9 milioni di litri d'acqua, ricche di sali minerali, che alimentano i 22 bacini dei centri termali e degli hotel. L'acqua termale contiene in prevalenza calcio (426 mg/l, in misura del 20% dei minerali totali), solfato (1 220mg/l, 60% dei minerali totali), cloro (6 mg/l), sodio e ferro (il color rossastro è dato appunto dalla presenza di ferro). L'acqua termale proviene dalla regione del Torrenthorn: a 2 500 m s.l.m. l'acqua pluviale si infiltra nel terreno e scende fino a 500 m sotto il livello del mare, saturandosi di calcio e solfato, per poi riemergere in superficie sotto l'effetto del calore. L'intero ciclo dura circa 40 anni. Inizialmente si pensava che l'acqua provenisse dalla regione del passo della Gemmi e dal suo lago, il Daubensee; si è però scoperto, colorando di rosso l'acqua del lago, che questa dopo 40 ore raggiungeva il fondovalle a Leuk.

## Storia
Presso Leukerbad sono stati rinvenuti reperti (tombe e vasi di ceramica) di epoca romana risalenti al IV secolo; il passo della Gemmi, unico collegamento tra gli attuali Canton Vallese e Canton Berna, era percorso già nel V secolo.

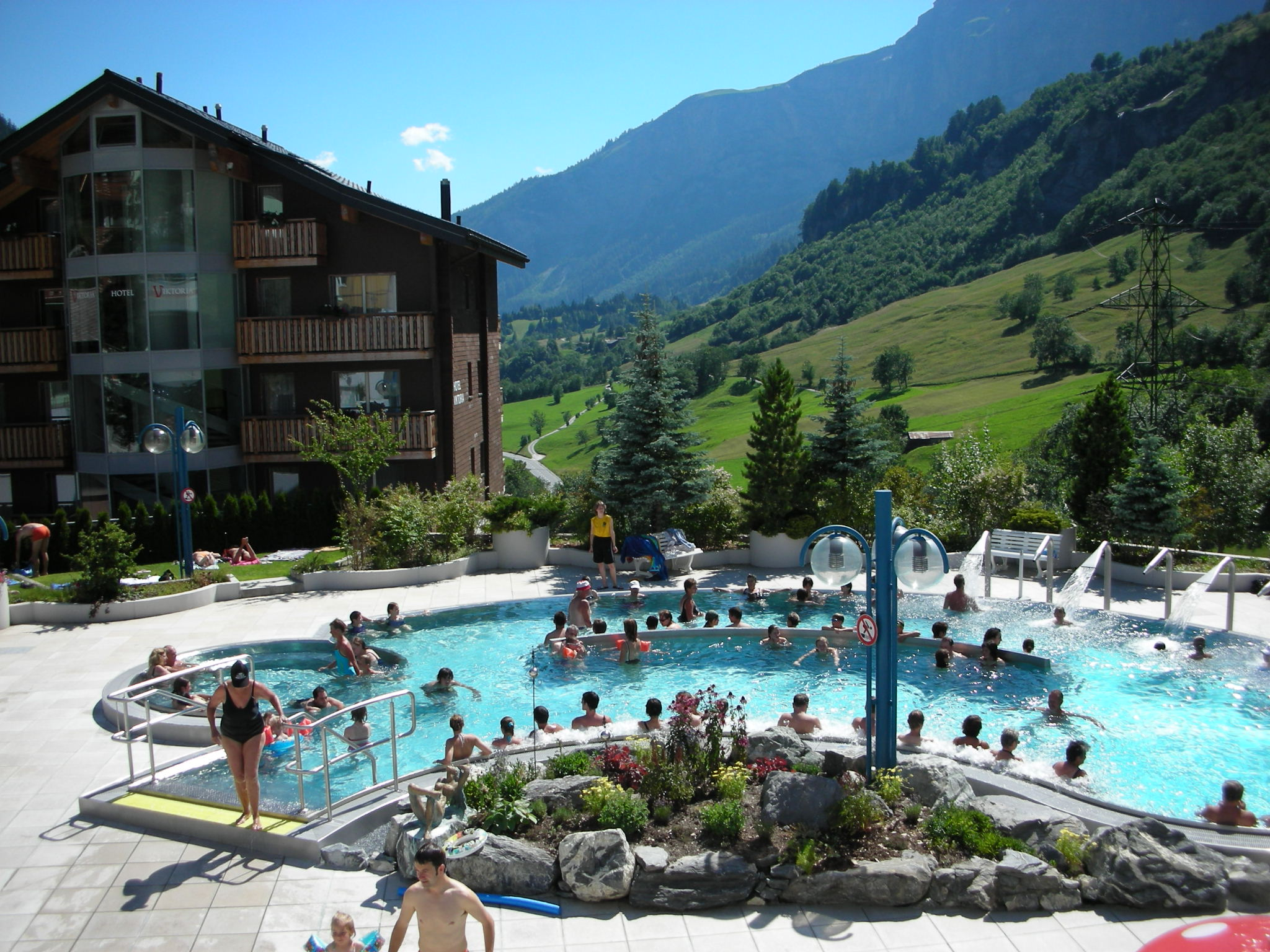
Le terme di Burgerbad

Nel XIV secolo il comune divenne autonomo (1315 circa) ed erano già note le terme che hanno un'origine molto antica: venivano scavate fosse accanto alle sorgenti d'acqua calda. Tra il 1449 e il 1460 venne costruita una prima mulattiera, collegando Leukerbad a Leuk. Nel 1478 le sorgenti termali passarono sotto il controllo della diocesi di Sion; furono aperte allora anche le prime locande. Nel 1501 il vescovo e cardinale Matteo Schiner ottenne i diritti sulle terme e le promosse durante i suoi viaggi: all'epoca erano solo i ricchi signori europei a utilizzare le terme per rilassarsi. Il cosiddetto Alte Bad è noto già dal 1544; nel 1556 avviene la costruzione dei bagni termali per i poveri (oggi Burgerbad) e pure Johann Wolfgang von Goethe visitò il comprensorio termale durante i suoi viaggi, nel 1779.
Tra il XVIII e il XIX secolo il paese iniziò a sviluppare il turismo: vennero realizzati storici alberghi come il Crois d'Or, il Des Alpes (1826), il Bellevue e il De France. Nel 1825 venne emanata nel Canton Vallese un'ordinanza sui bagni termali di Leukerbad: un ispettore fu responsabile di questa ordinanza e doveva verificare la purezza delle acque termali. Nel corso del tempo Burgerbad subì molti cambiamenti: attualmente è il più grande centro termale d'Europa. A partire dagli anni 1850 si poté raggiungere il paese tramite una strada, al posto della mulattiera: fu l'inizio del turismo termale.
Nel 1915 fu aperta una linea ferroviaria elettrica tra Leuk e Leukerbad, attiva fino al 1967. Nel 1948 viene costruito il primo skilift, Obere Maressen: fu l'inizio del turismo invernale. Venne sostituito nel 1987 da una seggiovia a quattro posti. In seguito, nel 1957, viene iniziata la costruzione della funivia della Gemmi, che porta tuttora i turisti sull'omonimo passo.
Nel 1959-1961 venne costruita la clinica per le malattie reumatiche e per la riabilitazione, nel 1982 fu completato il nuovo ufficio del turismo e nel 1980 venne inaugurato il centro termale comunale (Burgerbad), ampliato nel 1989. Tra il 1993 e il 2002 fu costruito il centro termale di San Lorenzo (le attuali Alpentherme); milioni di franchi furono investiti anche per il completamento della struttura del centro comunale (comprendente la posta, l'ufficio del turismo, stazione degli autobus LLB) e questo pochi anni dopo portò il comune a una grave crisi finanziaria.

## Monumenti e luoghi d'interesse

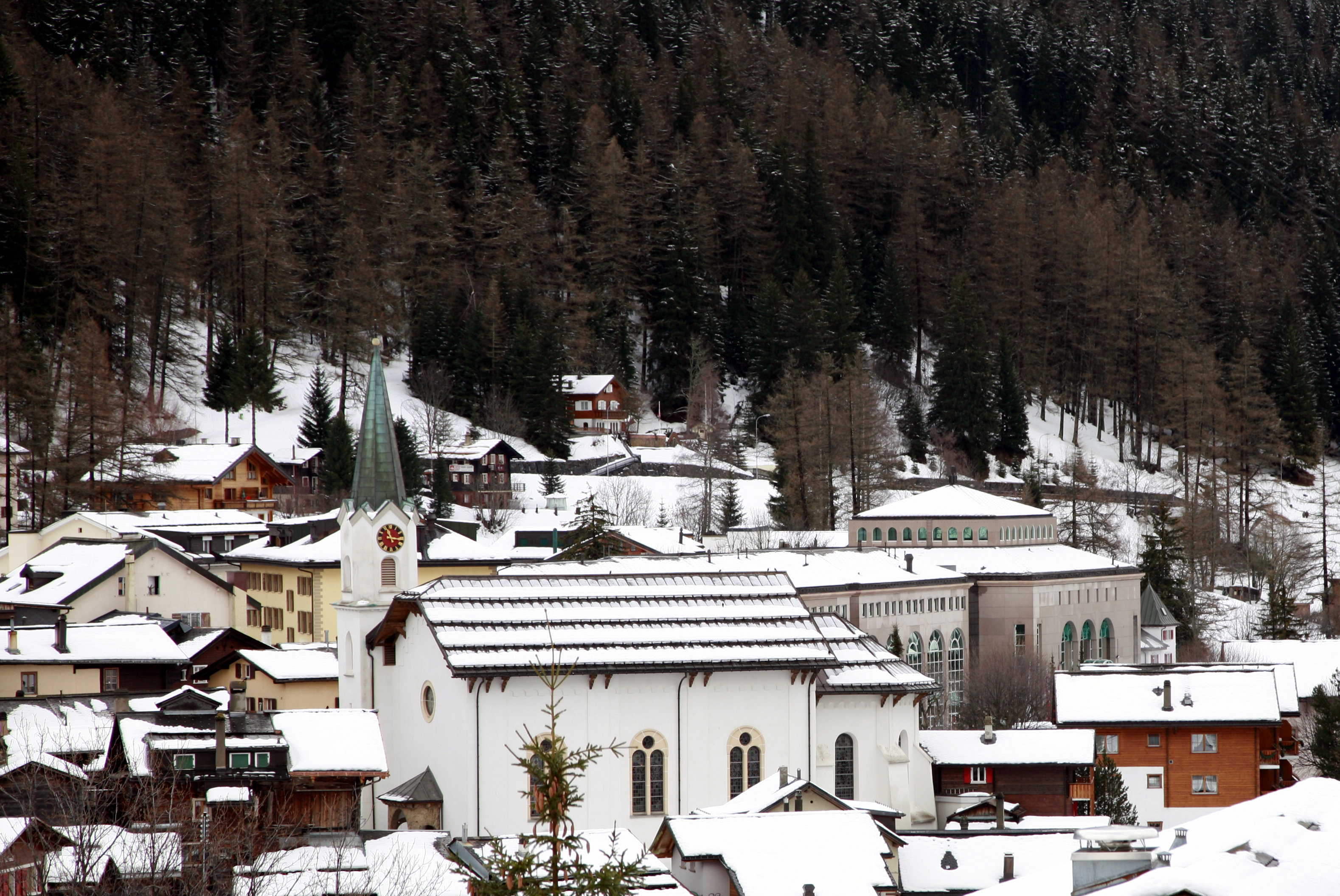
La chiesa di Santa Maria

- Chiesa parrocchiale cattolica di Santa Maria, eretta nel 1864[1];
- Piazza (Dorfplatz) inaugurata l'11 ottobre 2003,  con una parete d'acqua, una gradinata e una colonna per i media[senza fonte].

## Società

### Evoluzione demografica
L'evoluzione demografica è riportata nella seguente tabella:
Abitanti censiti

## Economia
Le entrate economiche più importanti sono rappresentate dal turismo. In estate vi è un'ampia possibilità di fare passeggiate per estesi sentieri; in inverno è possibile praticare lo sci alpino e lo sci di fondo. Al contrario di altre stazioni montane, il turismo a Leukerbad è presente tutto l'anno grazie ai centri termali.

## Amministrazione
Ogni famiglia originaria del luogo fa parte del cosiddetto comune patriziale e ha la responsabilità della manutenzione di ogni bene ricadente all'interno dei confini del comune.

## Sport

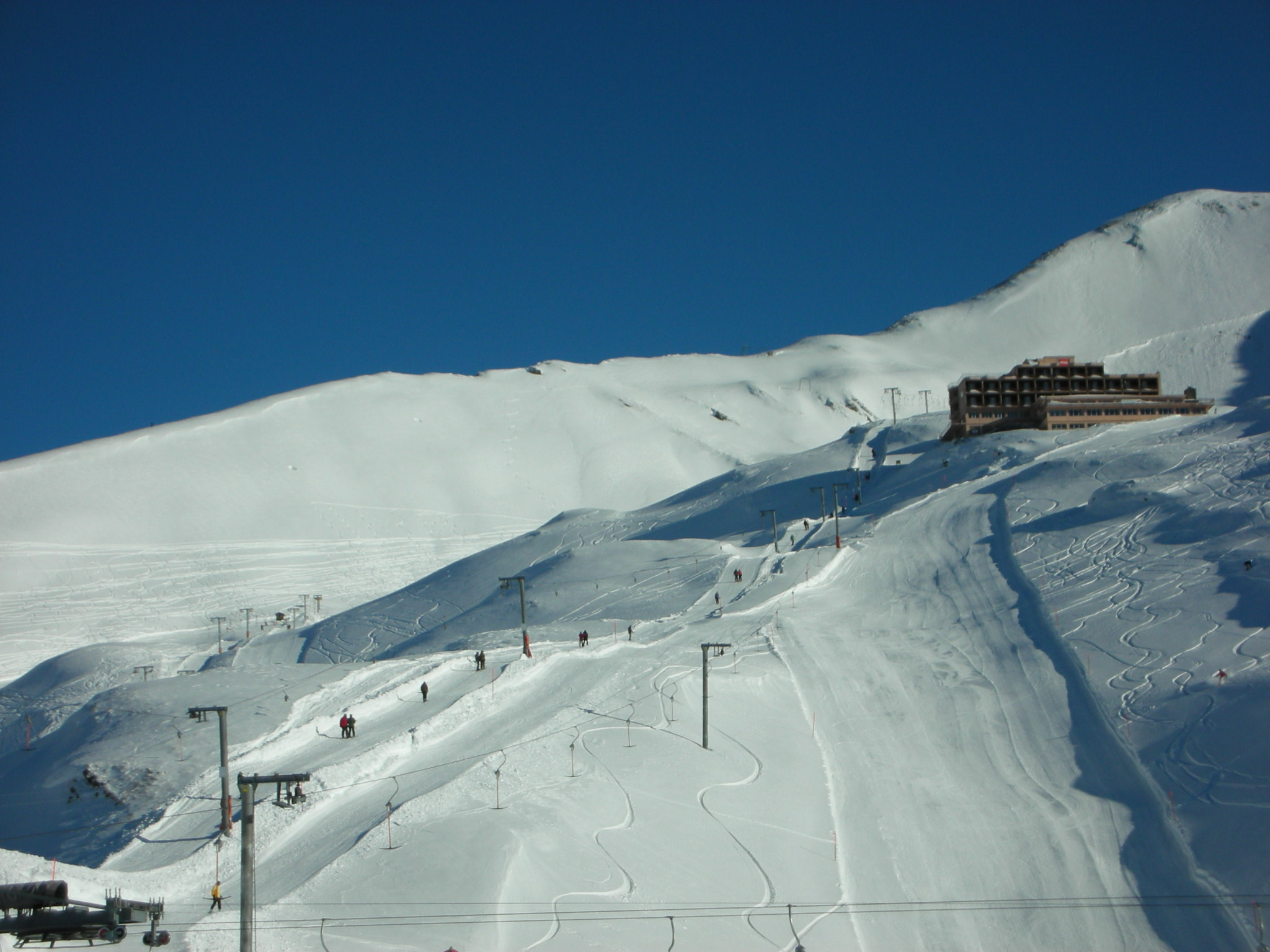
Parte degli impianti sciistici del Torrenthorn

Sul Torrenthorn è possibile praticare lo sci alpino, grazie agli impianti di risalita aperti dal 1971, lungo 50 km di piste; il punto più alto è ubicato a 2 850 m s.l.m. ed è raggiungibile grazie a uno skilift.